# Synagoga

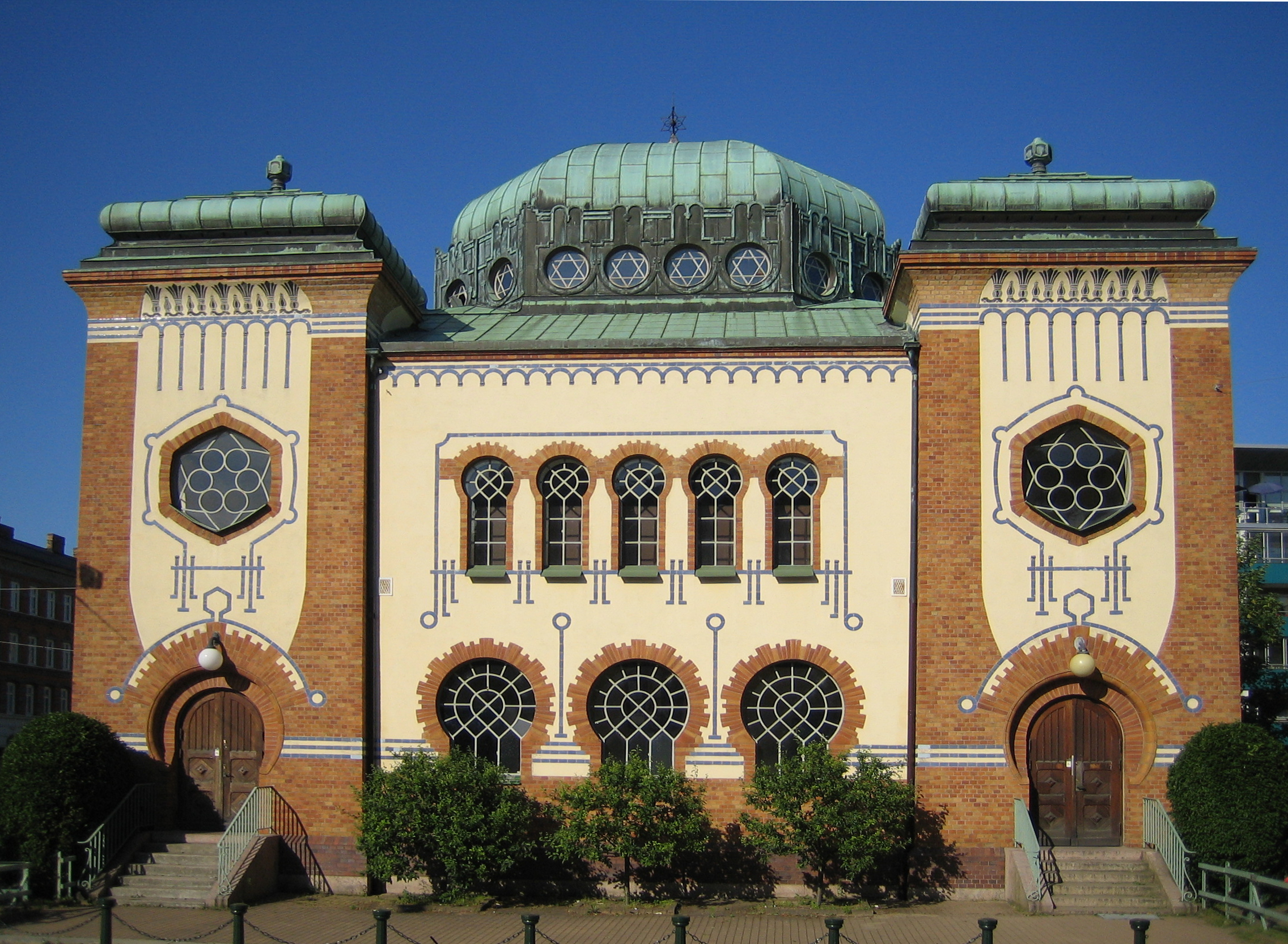
Malmö synagoga, Malmö.

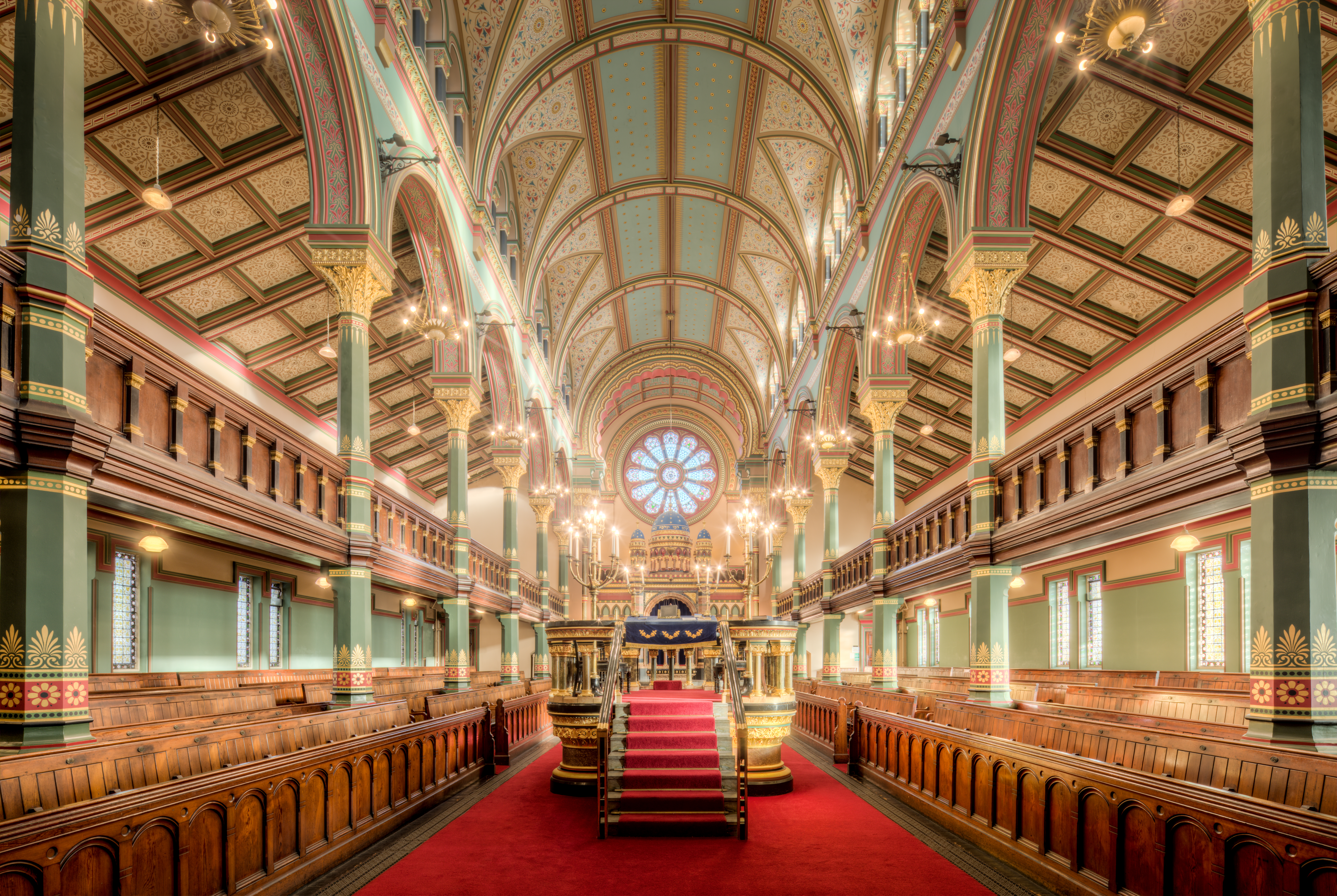
Synagogan vid Princes Road i Liverpool, England

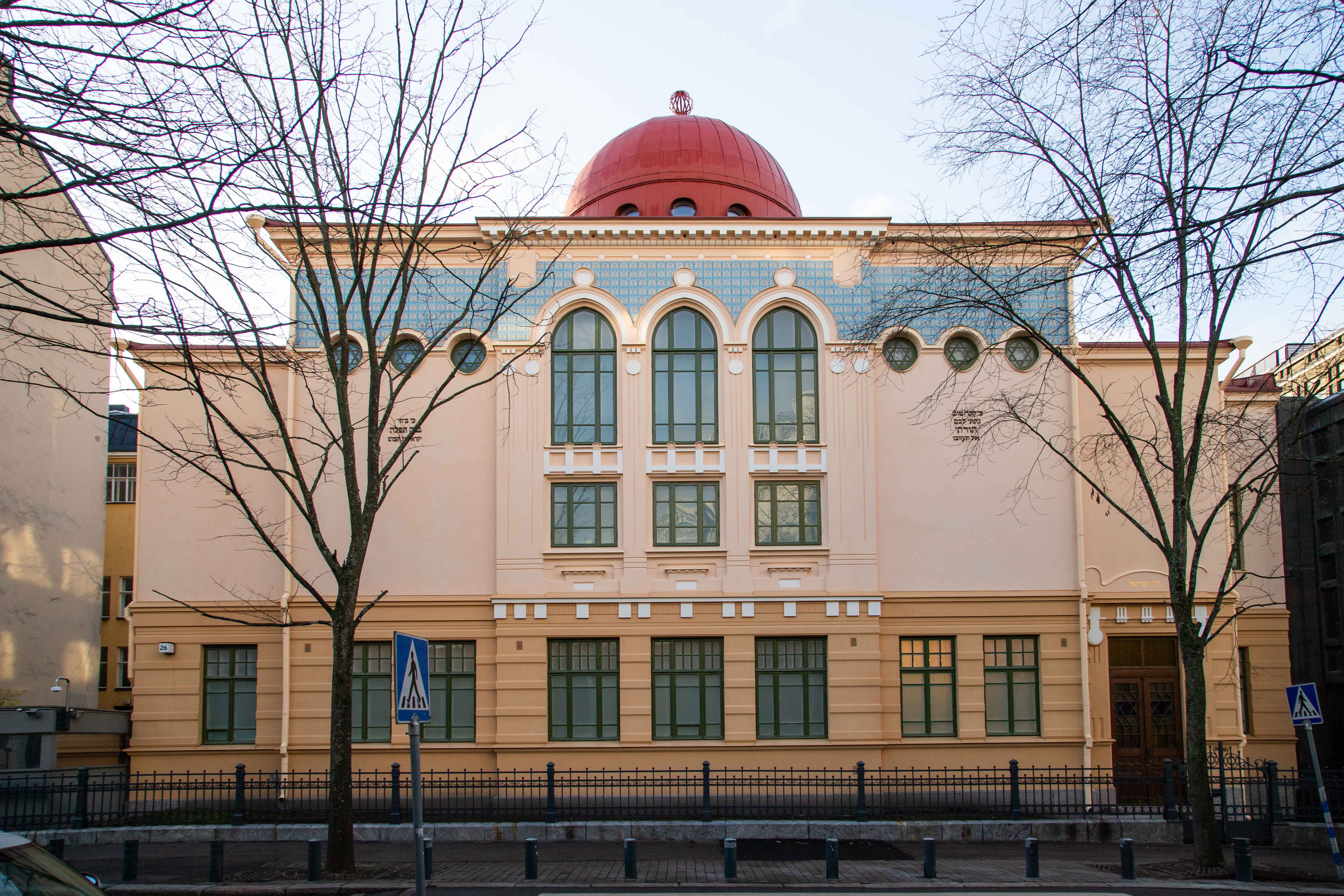
Exteriören på Helsingfors synagoga i Helsingfors, Finland

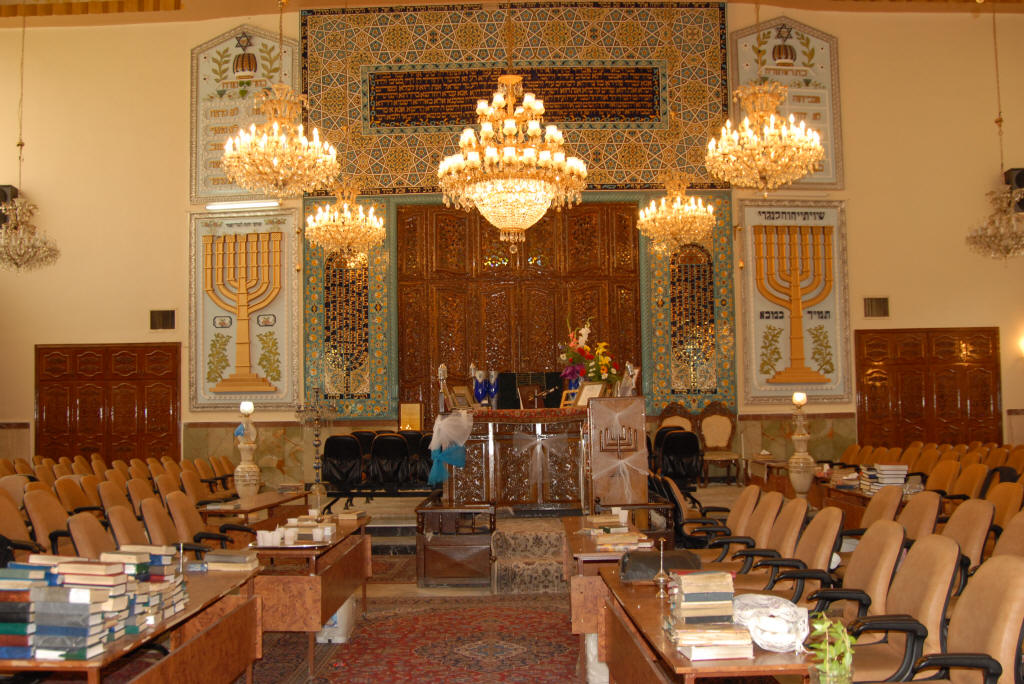
Yusef Abad synagoga i Teheran, Iran

En synagoga är en judisk samlingslokal avsedd för tillbedjan och religiösa studier.
Synagogor har byggts i alla möjliga stilar och storlekar. På traditionella synagogor ses ofta just tolv fönster, som skall symbolisera de tolv judiska stammarna. En synagoga är inte på något sätt en nödvändighet för en judisk gudstjänst, som kan hållas nästan varsomhelst, givet att en minjan - 10 vuxna judar (judiska män i ortodoxa församlingar) - finns närvarande.
Varje synagoga har en Bimah (läspulpet) och ett Aron Hakodesh, ett skåp där Torah-rullarna förvaras. En synagoga är alltid byggd så att Aron Hakodesh står åt öster, mot Jerusalem. I ortodoxa synagogor finns också en Mechitza, en avskiljare som skiljer kvinnor och män åt under gudstjänsten.
Den viktigaste skillnaden mellan ortodoxa synagogor och konservativa (samt reformsynagogor) är att i ortodoxa synagogor sitter männen och kvinnorna åtskilda när de ber, men i övriga synagogor sitter de tillsammans. I de förstnämnda sitter kvinnorna ibland bakom en skärm och ibland på en läktare.

## Terminologi
Israeler använder den hebreiska termen beyt knesset "församlingshus". Ashkenazi-judar har traditionellt använt jiddischtermen 'shul' (som är besläktad med tyska Schule, 'skola') i dagligt tal. Sefardiska judar och romaniotiska judar använder i allmänhet termen 'kal' (från hebreiskan 'ḳahal', som betyder 'gemenskap'). Spanska judar kallar synagogan för 'esnoga' och portugisiska judar kallar den för 'sinagoga'. Persiska judar och vissa karaitiska judar använder också termen 'kenesa', som kommer från arameiska, och vissa mizrahi-judar använder 'kenis' eller 'qnis'. Vissa reform- och rekonstrukonistiska judar använder ordet tempel. Det grekiska ordet 'synagoga' används på engelska för att täcka de olika benämningarna. Ordet kommer av grekiska synagō 'sammanföra', 'församla.

## Ursprung

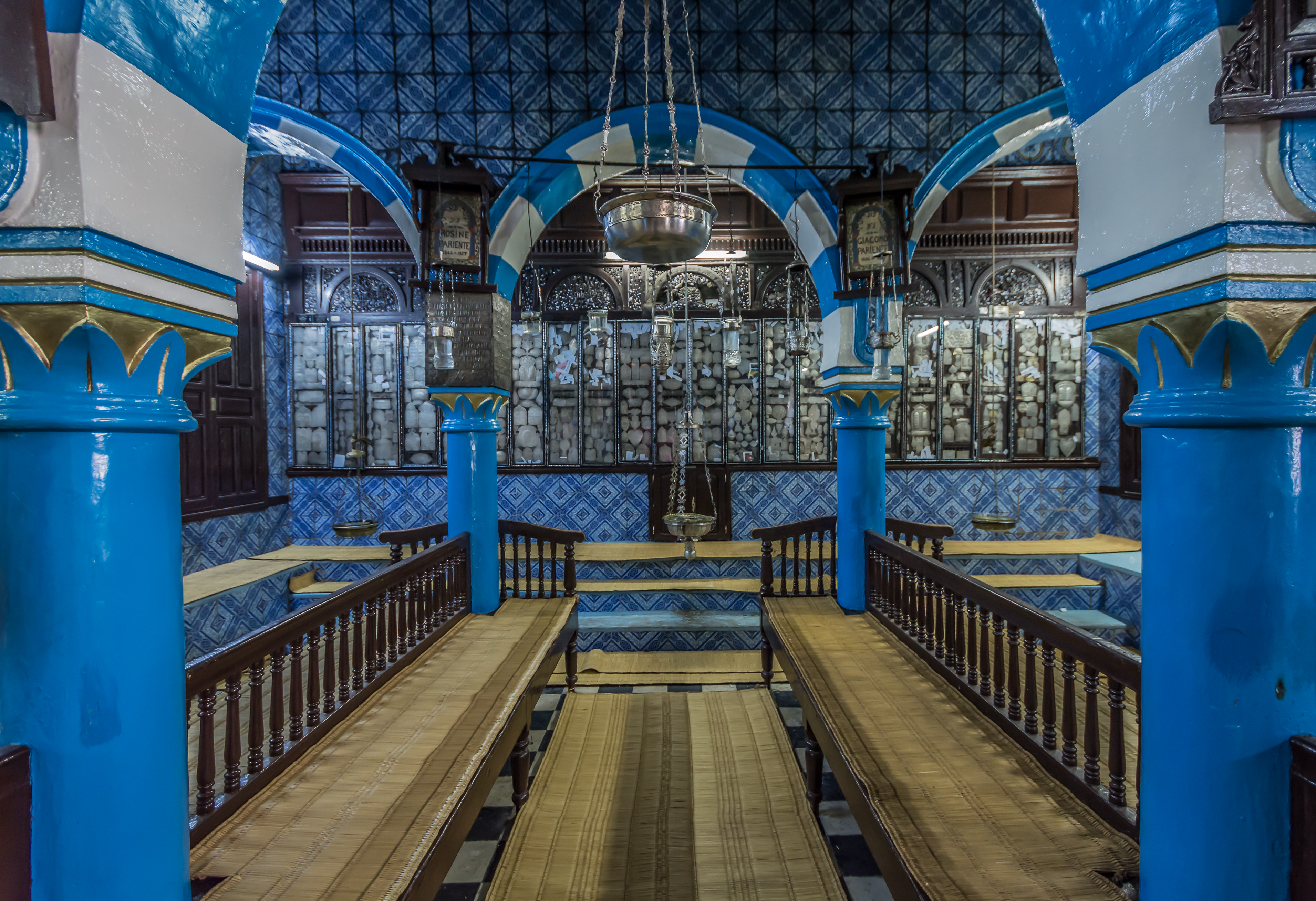
El Ghriba synagoga i Djerba, Tunisien

Även om synagogor existerade en lång tid före förstörelsen av det andra templet år 70 e.Kr., fokuserade den gemensamma gudstjänsten under den tid då templet fortfarande stod mest på 'korbanot' Jerusalem ('offer') som kom av 'kohanim' ("präster") i Jerusalems tempel. Hela dagen under gudstjänsten Yom Kippur var faktiskt en händelse där församlingen både observerade 'kohen gadol's (översteprästens) rörelser när han frambar dagens offer och bad om framgång.
De tidigaste arkeologiska bevisen för existensen av mycket tidiga synagogor kommer från Egypten, där stensynagogans dedikationsinskriptioner från 300-talet f.Kr. bevisar att synagogor existerade vid denna tid. Mer än ett dussin judiska (och möjligen samariska) synagogor från andra templets era har identifierats av arkeologer i Israel och i andra länder som tillhör den hellenistiska världen.
Gamla - en synagoga som upptäcktes nära stadsporten vid Gamla, en plats i Golan nordost om Galileiska sjön. Denna stad förstördes av en romersk armé år 67 e.Kr. och byggdes aldrig upp igen.
Masada - en synagoga upptäcktes på den västra sidan av Masada, strax söder om palatskomplexet i den norra änden av platsen. Ett av de unika fynden vid denna synagoga var en grupp på 14 rullar, som inkluderade bibliska, sekteriska och apokryfiska dokument.
Herodium - en synagoga från 1:a århundradet upptäcktes i Herodes palatsfästning vid Herodium.
Magdala - även känd som Migdalsynagogan, en synagoga som upptäcktes 2009. En av de unika egenskaperna hos denna synagoga, som ligger på den västra stranden av Galileiska sjön, är ett intrikat hugget stenblock som hittades mitt i huvudrummet.
Modi'in - upptäckt mellan Modi'in och Latrun, är den äldsta synagogan i det moderna Israel som hittills har hittats, är byggd under andra århundradet f.Kr. Den innehåller tre rum och en närliggande mikve.

## Galleri

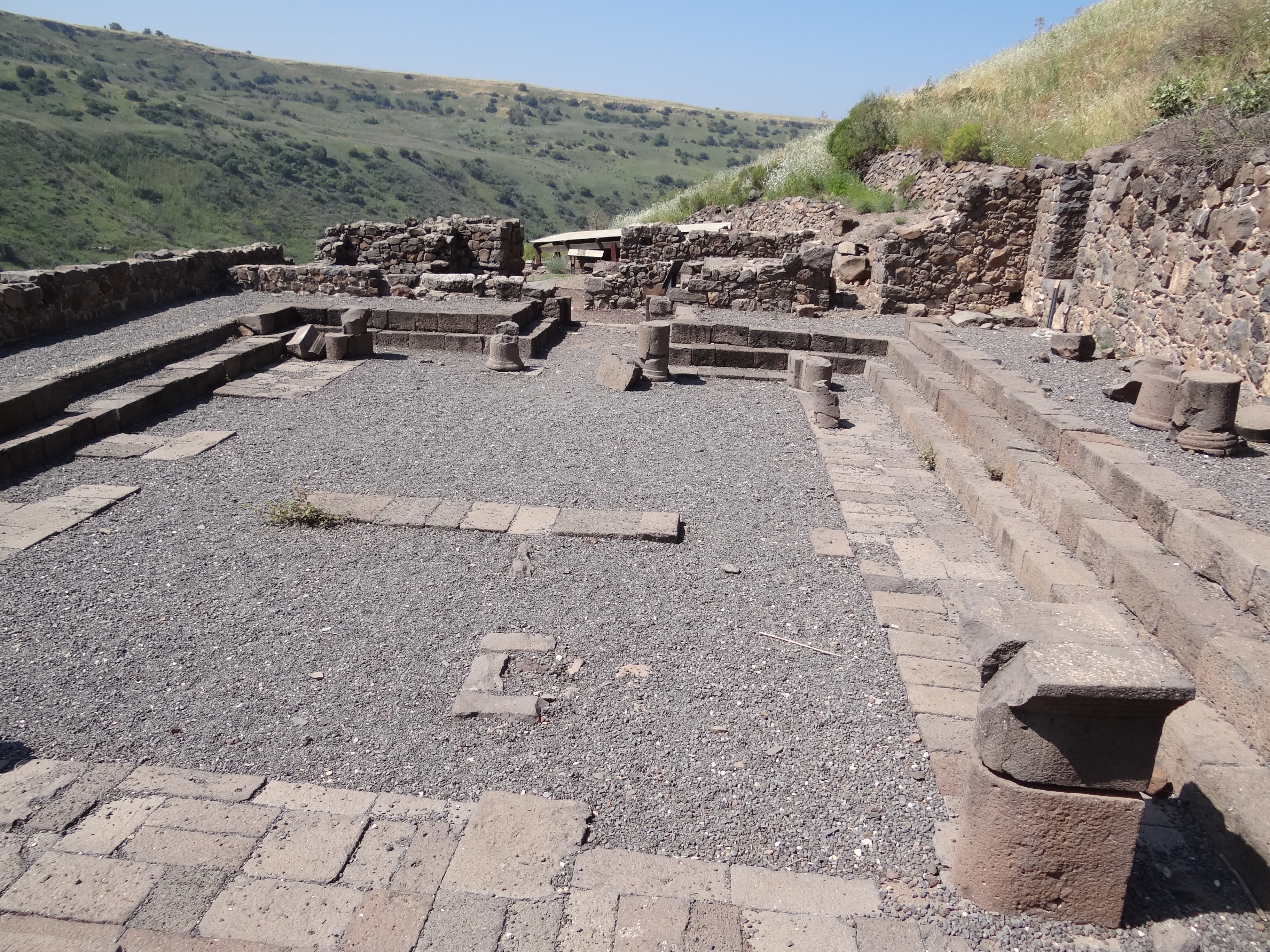
Synagogan i Gamla
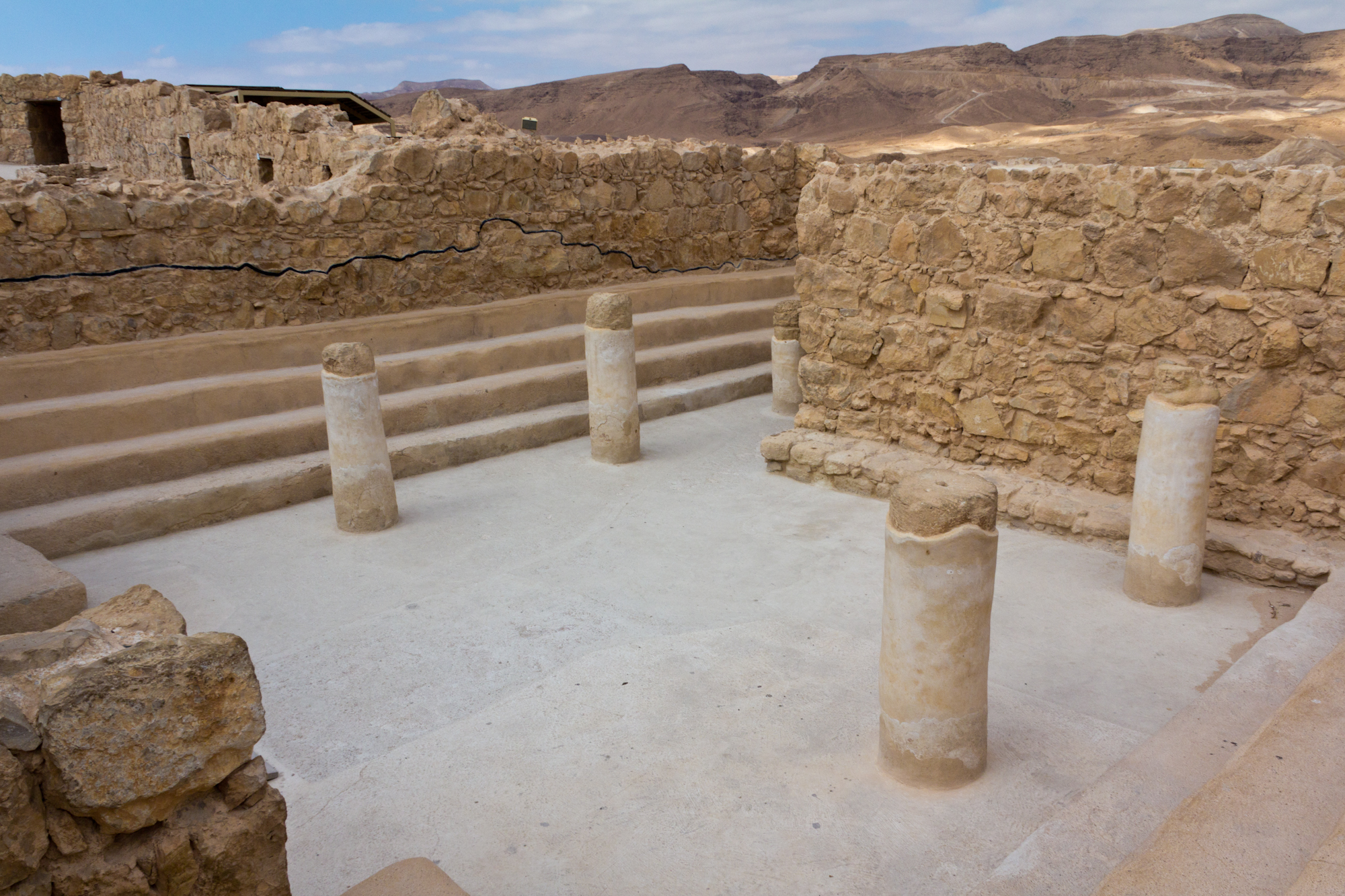
Synagogan i Masada
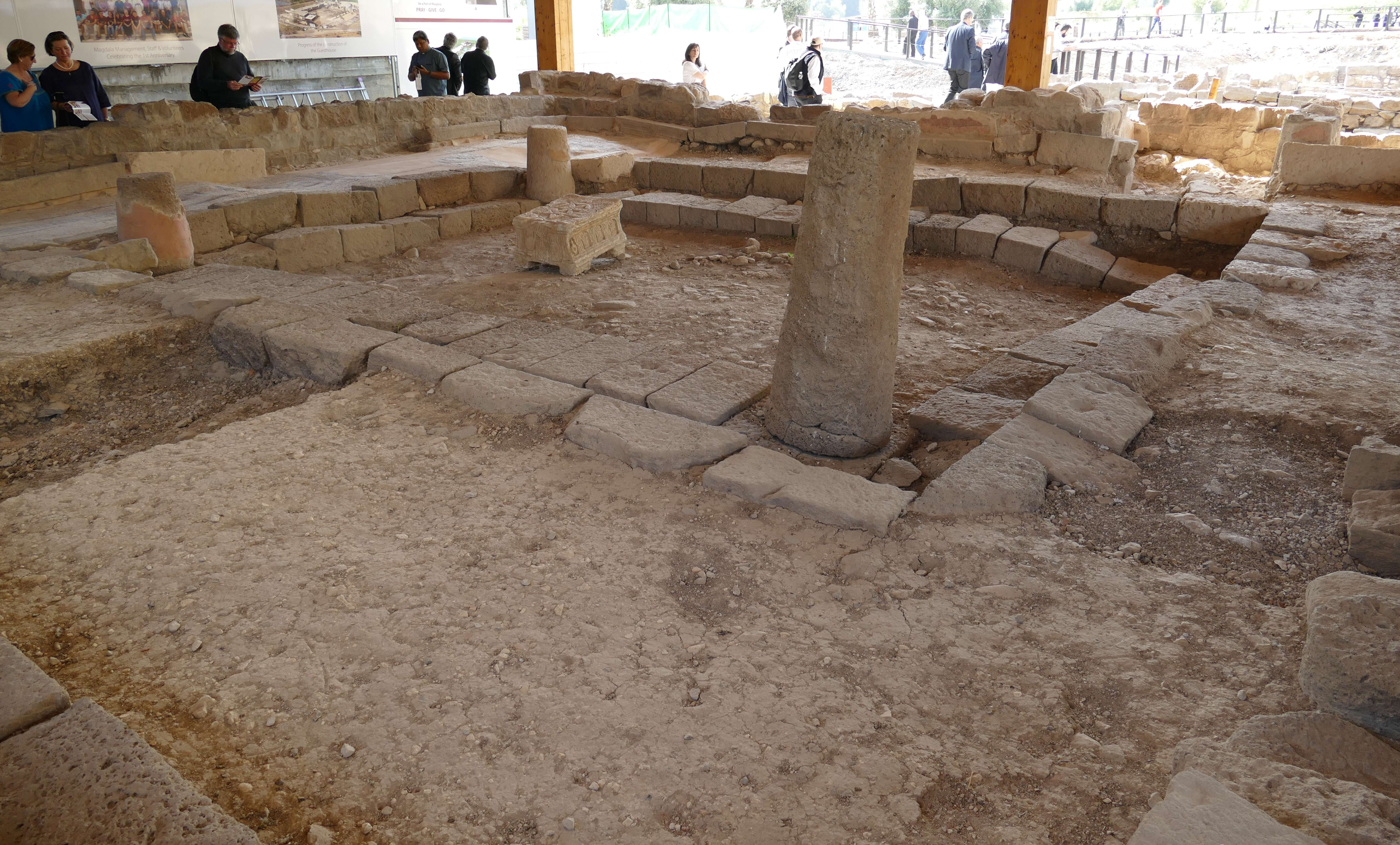
Synagogan i Magdala
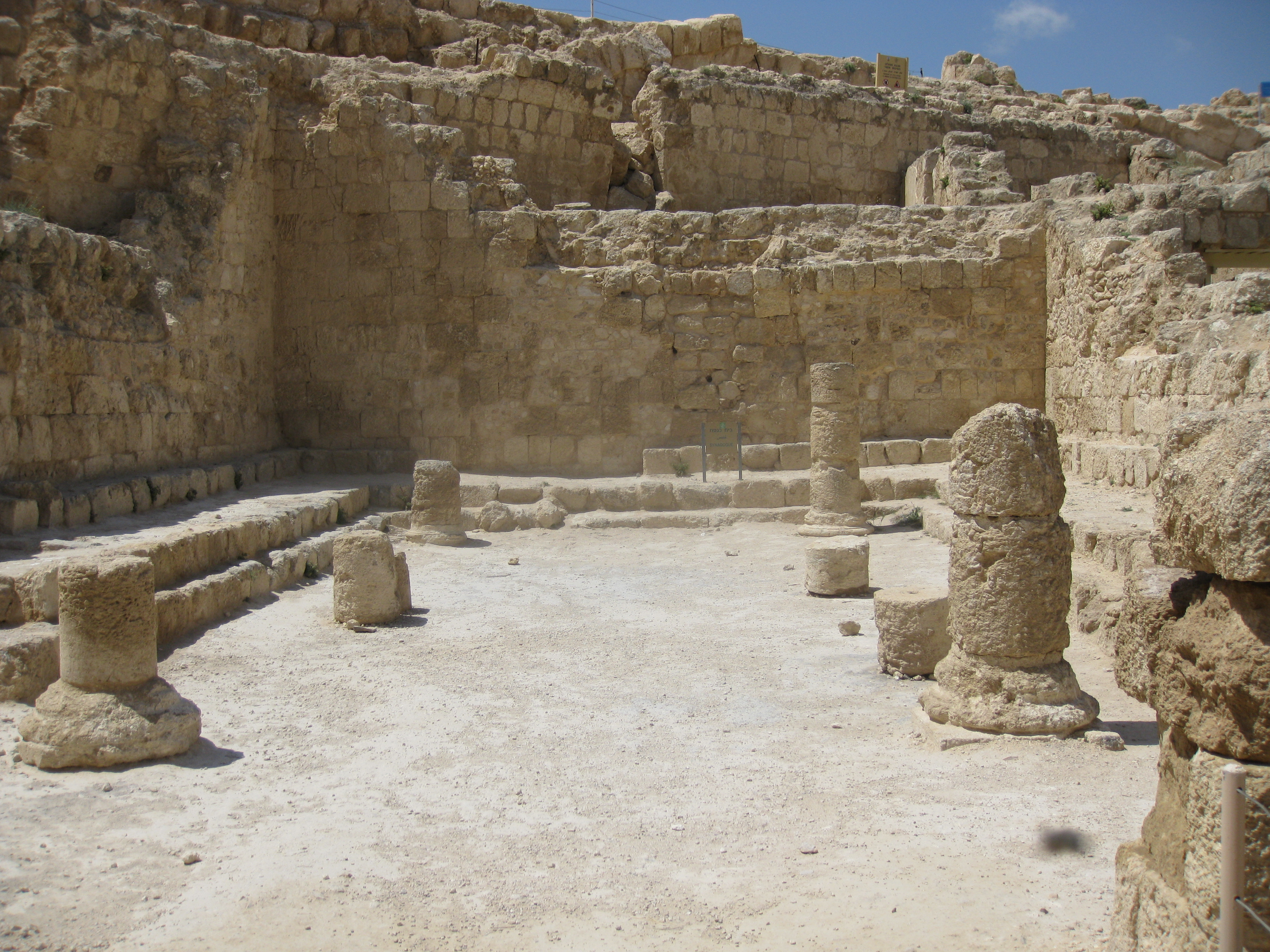
Synagogan i Herodium

## Interiören i synagogan

### Bimah (plattform)
Alla synagogor innehåller en Bimah, en stor, upphöjd läsarplattform (kallad teḇah (läsplats) av Sephardim), där Torahrullen placeras för att läsas. I sefardiska synagogor används den också som böneledarens läsbord. Detta är också så i Ashkenazi United Synagogue i England, Storbritannien, som antog några av de sefardiska sedvänjorna.

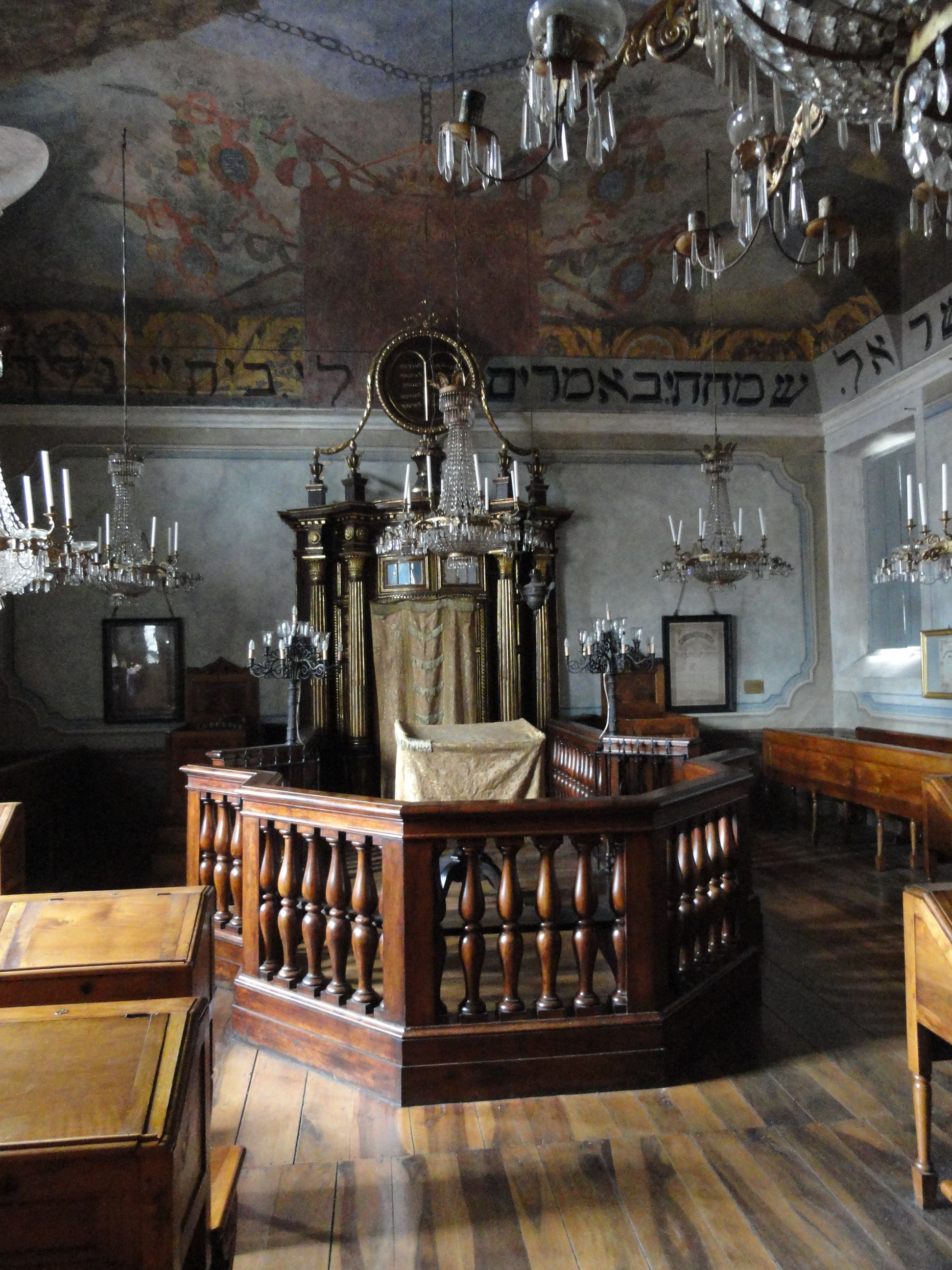
Bimah i Saluzzo synagoga, Saluzzo, Italien
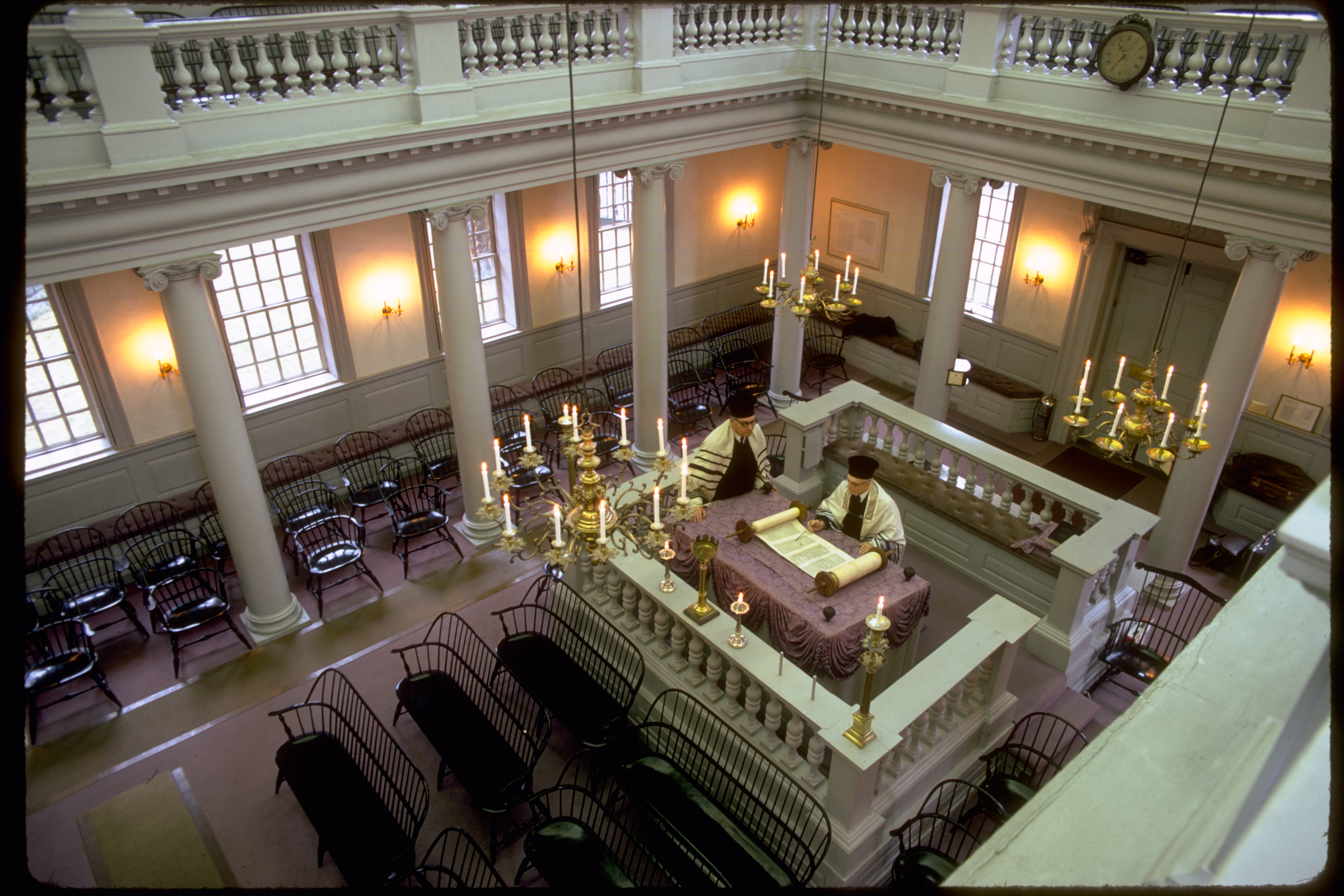
Bimah i Touro synagoga i Newport, Rhode Island, USA
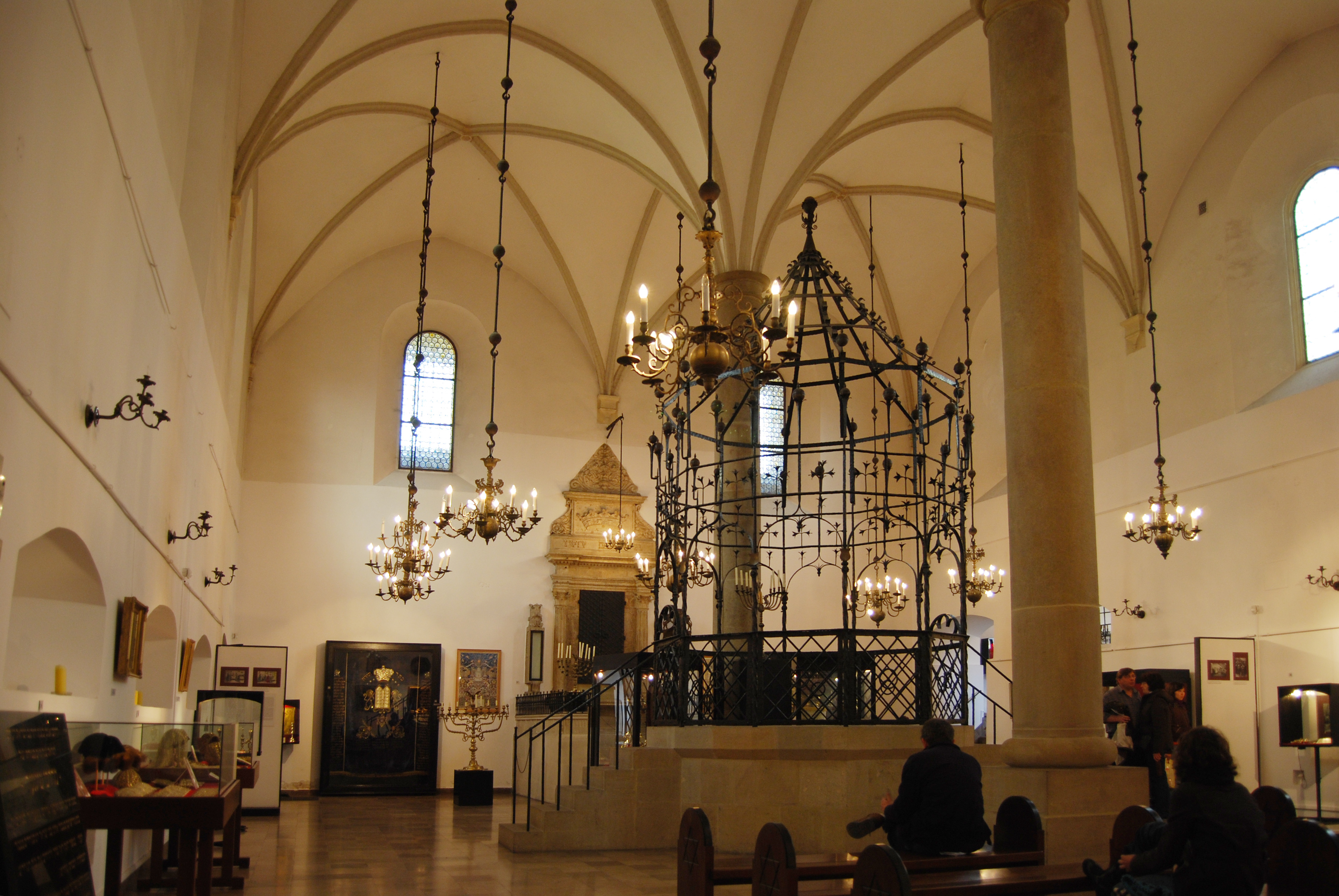
Gjutjärnsbimah i Gamla synagogan i Kraków, Polen

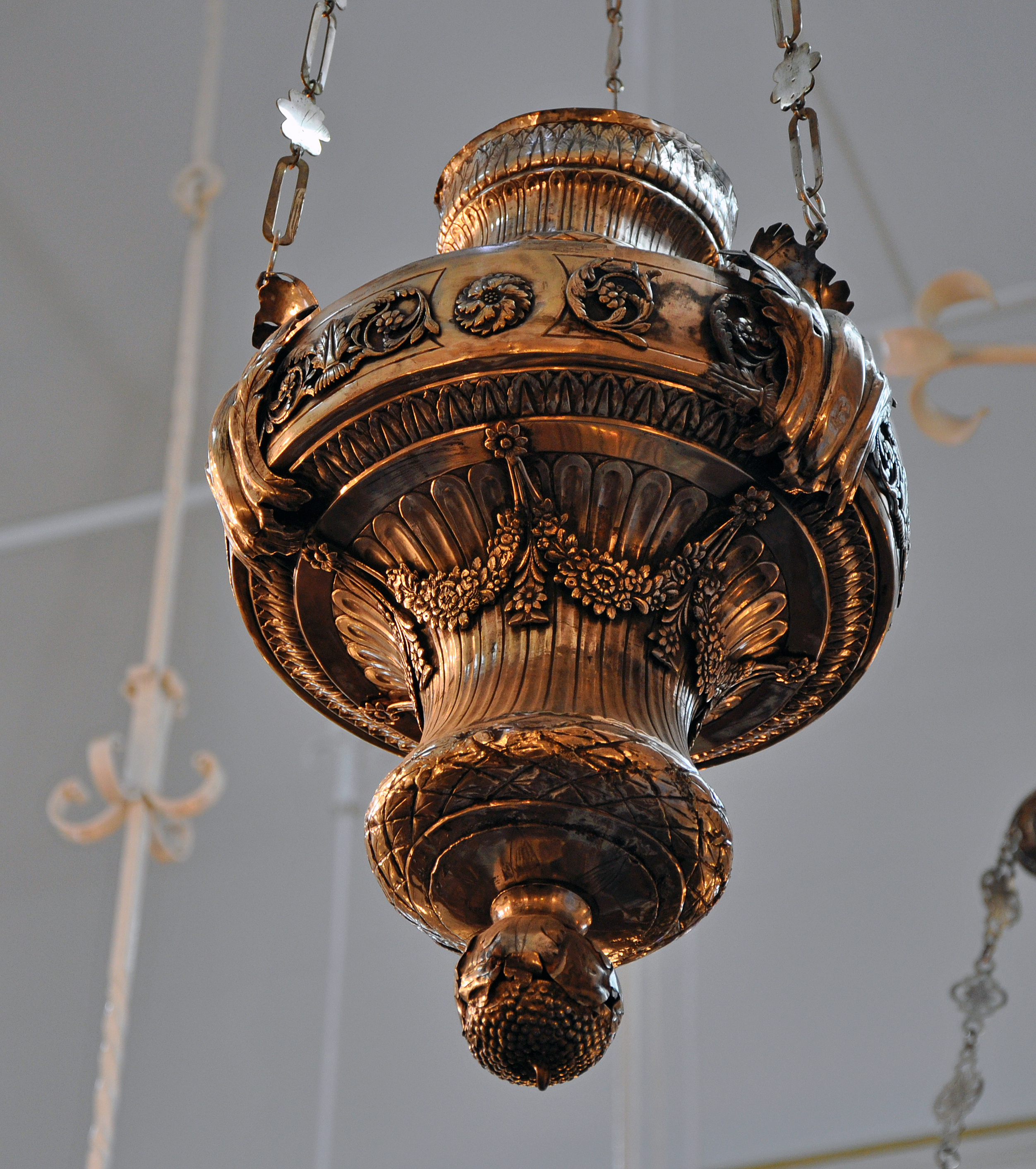
Ner tamid i Abudarham Synagoga i Gibraltar

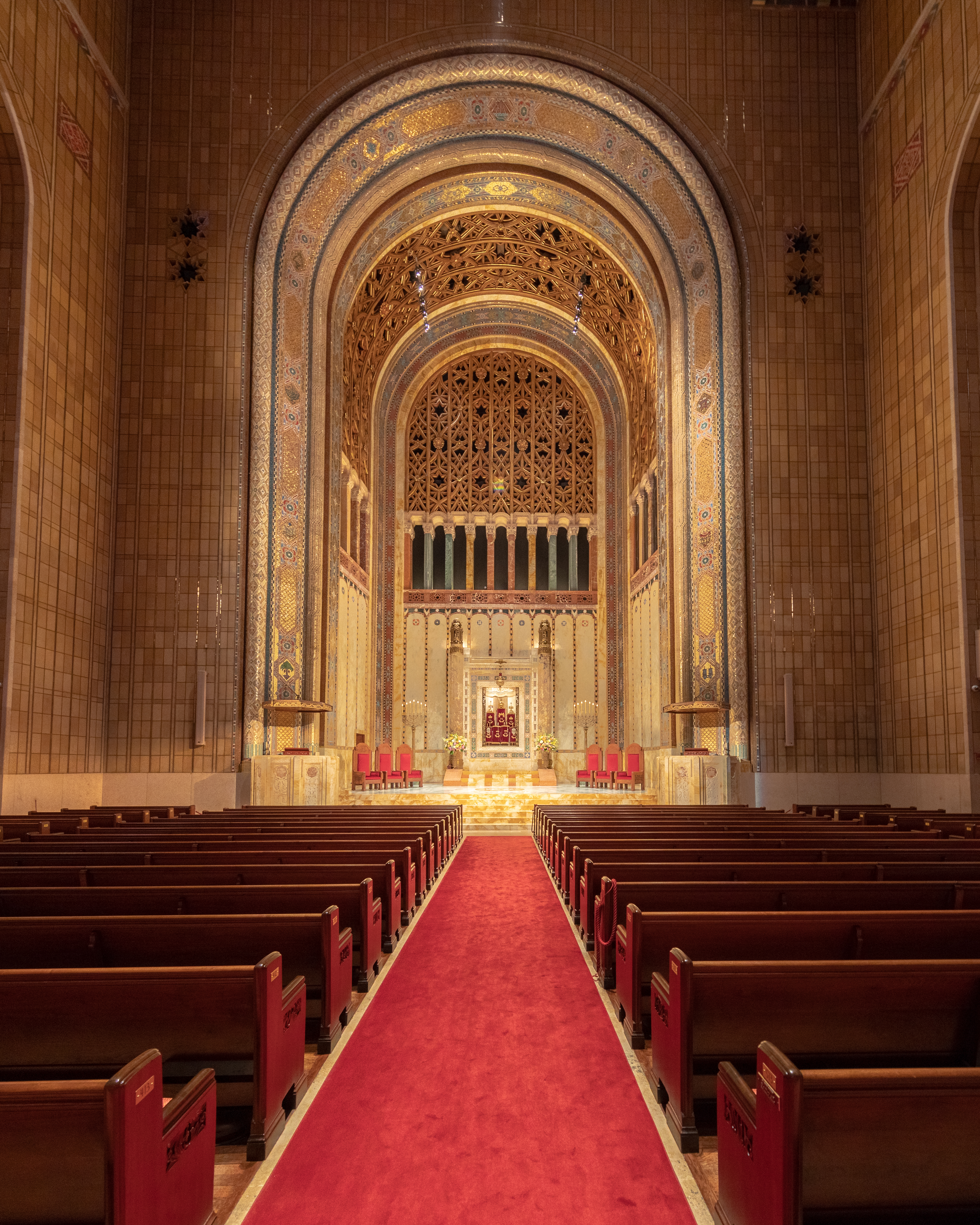
Församlingen Emanu-El New York

### Evigt ljus
Andra traditionella funktioner inkluderar en ständigt tänd lampa eller lykta, vanligtvis elektrisk i samtida synagogor, kallad ner tamid (נר תמיד), det "Eviga ljuset", som används som ett sätt att hedra den gudomliga närvaron.

### Inre dekoration
En synagoga kan vara dekorerad med konstverk, men i den rabbinska och ortodoxa traditionen är tredimensionella skulpturer och avbildningar av människokroppen inte tillåtna eftersom dessa anses likna avgudadyrkan.

### Könsseparation
I ortodoxa synagogor sitter inte män och kvinnor tillsammans. Synagogan har en skiljevägg (mechitza) som delar upp sittplatserna för män och kvinnor, eller en separat kvinnoavdelning på en läktare.

## Reformjudendom
Den tysk-judiska reformrörelsen, som uppstod i början av 1800-talet, gjorde många förändringar i synagogans traditionella utseende, i linje med sin önskan att samtidigt förbli judisk men ändå accepteras av den omgivande kulturen.
Den första reformsynagogan, som öppnade i Hamburg 1811, införde förändringar som fick synagogan att se mer ut som en kyrka. Dessa var: Installationen av en orgel för att ackompanjera bönerna (även på sabbaten, när musikinstrument är förbjudna av halacha), en kör som ackompanjerar hazzanen och klädesplagg som synagogarabbinen kan bära.

## Synagogor i Sverige
Enligt Judereglementet från 1782 var Stockholm, Göteborg och Norrköping de tre städer där judar gavs rätt att bedriva handel och bosätta sig. Först 1785 tillkom även Karlskrona, där den första officiella synagogan i Sverige inrättades i Fabian Philips privata hus redan samma år. Han fick då tillstånd av kungen att upprätta en synagoga i sitt hus vid Trefaldighetskyrkan. Synagogan flyttades 1806 till Rubenska gården.
Stockholms första synagoga invigdes i Sjöbergska huset vid Köpmantorget i Gamla stan i maj 1787. Innan dess hade församlingsmedlemmarna träffats i hemmen för att hålla gudstjänst. Eftersom dessa lokaler blev för trånga för församlingen flyttade församlingen synagogan till ett hus vid Tyska brunn som hyrdes från 1795 och köptes år 1812. I detta hus drevs Stockholmsförsamlingens synagoga fram till 1870. I synagogan bodde dessutom rabbinen, kantorn, vaktmästaren och andra anställda.
Den första synagogan i Norrköping byggdes på Jacob Marcus egen gård, vid den nuvarande Nya Rådstugugatan, och invigdes omkring 1796. En ny synagoga uppfördes av Mosaiska församlingen i hörnet av Bråddgatan och Tunnbindaregatan, år 1855–1858 efter ritningar av arkitekterna Edvard Medén och Carl Ståls ritningar. Byggnaden är uppförd i nyklassicistisk stil, men har en åttkantig lanternin som ska ge ett orientaliskt intryck. Den rymmer upp till 300 personer och är sedan 2 oktober 1978 byggnadsminne.
Göteborgs första synagoga invigdes i januari 1802 på Drottninggatan, men eftersom den brann ner samma år var församlingen tvungen att leta efter ett nytt hus. I augusti 1808 invigdes den nya synagogan på Kyrkogatan där den var i 50 år.
Idag finns följande synagogor i Sverige:
- Malmö synagoga, ortodox (dessutom finns en egalitär synagoga i en annan lokal)
- Göteborgs synagoga
- Stockholms stora synagoga, konservativ och egalitär
- Norrköpings synagoga
- Adat Jisrael, ortodox, Stockholm
- Adat Jeschurun, ortodox, Stockholm; för närvarande utan permanent lokal

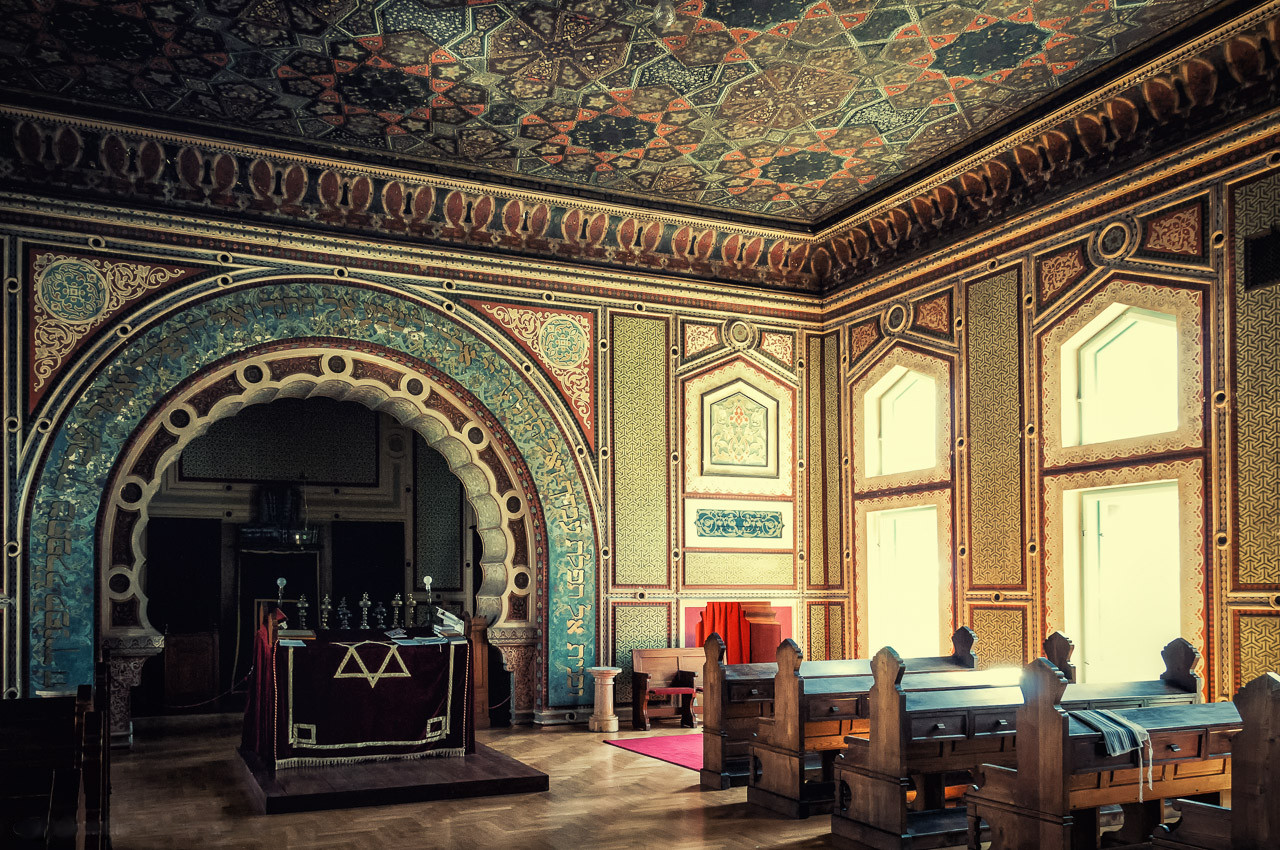
Sarajevo synagoga, Sarajevo, Bosnien och Herzegovina (1902)

## Berömda synagogor i världen
- Nidhe Israel synagoga ("Bridgetown synagoga") på Barbados, belägen i huvudstaden Bridgetown, byggdes redan 1654. Den förstördes av en orkan 1831 och rekonstruerades 1833.[17]

- Bostons Vilna Shul från 1920 är en sällsynt, bevarad synagoga från immigrationsperioden.[18]